# حافظ السعید
حافظ السعید (۱۸۴۱ – ۱۹۱۵) سیاستمدار عثمانی فلسطینی بود. مدیر ناحیهٔ رمله و بیت لحم، سپس شهردار طولکرم شد. مدتی رئیس دادگاه تجارت در یافا بود. در سال ۱۹۰۸ به عنوان نماینده یافا در مجلس نمایندگان عثمانی انتخاب شد. از سوی دادگاه عرفی احمد جمال پاشا در عالیه برای او حکم اعدام صادر شد و در زندان در سن ۷۴ سالگی درگذشت.

## زندگی و پیشه
حافظ بن الشیخ سعید المصطفی در سال ۱۸۴۱ یا ۱۸۴۳ در شهر غزه یا یافا، امپراتوری عثمانی، در خانواده‌ای مغربی‌تبار که قرن‌ها پیش به فلسطین مهاجرت کرده بودند به دنیا آمد. پدرش در کودکی در سال ۱۸۴۴ از دنیا رفت، به همین دلیل برادرش مصطفی بیگ السعید مسئولیتش را برعهده گرفت. مصطفی بیگ حاکم (متسلم) یافا و سپس قدس بود و مالیات سالانه و تعداد معینی سرباز را در اختیار امپراتوری عثمانی قرار می‌داد. در آن دوران یهودیان درصدد خرید زمین‌هایی برآمدند، از این رو در شورای قدس تصمیمی صادر شد مبنی بر اینکه حکم شرعی، خرید زمین آنها را تأیید نمی‌کند و حق آنها منحصر بر تجارت است. زمانی که ابراهیم پاشا فلسطین را اشغال کرد، حاکم مصر تصمیم شورای قدس را برای ممانعت از خرید اراضی توسط آنها تأیید کرد.
حافظ السعید نزد علمای برجسته تحصیل کرد زبان‌های عربی و ترکی را یادگرفت. او به عنوان قائم‌مقام رمله (که وابسته به متصرفیه قدس بود) انتخاب شد، سپس قائم‌مقام بیت لحم و بعد از آن منطقهٔ بنی صعب در طولکرم بود. در زمان او بین راهبان کلیسای مهد در بیت لحم بر سر حقوق فرقه‌های مسیحی برای انجام مناسک دینی و زمان و مکان آنها اختلاف شدیدی درگرفت که منجر به درگیری مسلحانه و تخریب غار کلیسای مهد شد. روسیه به نفع ارتدوکس‌ها و فرانسه به نفع لاتین‌ها دخالت کردند، بنابراین دولت عثمانی وظیفهٔ جداسازی فرقه‌ها و تعیین و ثبت حقوق هر فرقه را به حافظ السعید سپرد و او را به ریاست بیت لحم (۱۸۷۳–۱۸۷۴) برای این منظور منصوب کرد. او گزارش بسیار مهمی تهیه کرد که در آن حقوق هر فرقه را مشخص کرد. ادارهٔ عقاید در باب عالی، یعنی صدارت، این گزارش را پذیرفت و نسخه‌ای از آن را نگه داشت و دیگری را به مرکز لواء قدس ارجاع داد. حافظ السعید به مدت سه سال بر اجرای گزارش نظارت کرد، سپس استعفا داد و به یافا بازگشت و در آنجا به ریاست دادگاه تجارت منصوب شد. سپس دو بار به عضویت شورای ادارهٔ یافا انتخاب شد.
در پی انقلاب عُرابی پاشا در مصر در دورهٔ ۱۸۷۹–۱۸۸۲ و ارتباط دریایی یافا با آن، دولت، سمت شهرداری یافا را به وی سپرد. پس از پایان نهضت عربی، دولت او را به سرپرستی شهرداری یافا منصوب کرد و او در بهسازی و ساخت جاده‌ها و زیباسازی آن کوشید. هنگامی که امپراتور آلمان از یافا بازدید کرد، نشان عقاب سرخ را به او اعطا کرد و دولت نیز به او نشان «درجه دوم ممتاز» داد.
وی در سال ۱۹۰۸ به همراه نمایندگانی چون سعید الحسینی و روحی الخالدی به عنوان نمایندهٔ قدس (قدس، غزه و یافا) در مجلس نمایندگان عثمانی انتخاب شد. برای مخالفت با فدرالیست‌ها، او و گروهی از نمایندگان در تشکیل حزب آزادی و ائتلاف شرکت کردند. او در مجلس عثمانی خواستار تبدیل زبان عربی به زبان رسمی در این دولت و آشنایی روسا و اعضای دادگاه‌های سرزمین‌های عربی زیر سلطهٔ عثمانی با عربی شد تا در مورد پرونده‌ها با عدالت تصمیم‌گیری شود.
حافظ بیگ در مجلس نمایندگان بحث شهرک‌سازی و زمین‌فروشی صهیونیست‌ها را مطرح کرد. در سال ۱۹۰۹، او خواستار بسته شدن بندر یافا به روی مهاجرت یهودیان شد، به ویژه که ساخت شهر تل آویو در آن سال آغاز شده بود. به گفتهٔ عادل مناع، «علی‌رغم برخی اظهارات و مواضع در این راستا، مواضع وی در مقایسه با مواضع دو همکارش در مجلس، الخالدی و الحسینی، معتدل و مصالحه‌آمیز بود. همچنین خود یهودیان او را دارای مواضع معتدلی در مورد اسکان و مهاجرت یهودیان صهیونیست می‌دانستند.» پس از پایان دورهٔ مجلس عثمانی در سال ۱۹۱۲، حافظ بیگ به یافا بازگشت، جایی که در آستانهٔ جنگ جهانی اول یکی از سرشناسان شهر بود.
هنگامی که جنبش خواستار اصلاح دولت، یک جنبش اصلاح‌طلب عربی، در سال ۱۹۱۳ در بیروت به وجود آمد، حافظ السعید با تلگراف به نخست‌وزیر و وزارت کشور در استانبول از مقررات اصلاحی ارائه شده توسط مجمع اصلاح‌طلبان حمایت کرد و دربارهٔ سرنوشت بد دولت در صورت عدم اتخاذ اصلاحات هشدار داد، تقاضای اجرای سریع مقررات اصلاحی در فلسطین ارائه داد، زیرا این راه به نظر او تنها شیوهٔ نجات دولت عثمانی بود.او وعده اجرای اصلاحات را به زودی دریافت کرد، اما شروع به ارسال درخواست‌های اصلاحی به صفحات روزنامهٔ «الحقیقه» بیروت کرد. وی خرابی دولت را ناشی از سوء مدیریت و عدم تمایل آن به اصلاح می‌دانست و از نادیده گرفتن حقوق عرب‌ها می‌گفت در حالی که آنها اکثریت را تشکیل می‌دادند. تدریس زبان عربی، دستور زبان، صرف‌شناسی، علوم، تاریخ، تألیف و سایر دروس آن را به زبان ترکی را محکوم می‌کرد. او به حزب تمرکززدایی اداری پیوست که خواستار حکومتی بود که حقوق عرب‌ها و زبانشان را حفظ کند. حزب، او را به عنوان نمایندهٔ معتبر خود در یافا در سال ۱۹۱۳ برگزید.
هنگامی که حاکم سوریه و فرماندهٔ ارتش چهارم، احمد جمال پاشا، عرب‌های آزادی‌خواه را در سال ۱۹۱۵ به دادگاه عرفی برد، دستور دستگیری حافظ السعید را صادر کرد. او در دادگاه عرفی جنگ در عالیه محاکمه شد و در آنجا مواضع جسورانه‌ای داشت و به همین دلیل به اعدام محکوم شد. وی مسن‌ترین محکومین بود و پس از آن سعید الکرمی جای می‌گرفت، بنابراین حکم اعدام با حبس ابد جایگزین شد. دوران حافظ بیگ در زندان عالیه دیری نپایید، زیرا او پس از بیش از یک سال ماندن در زندان در سال ۱۹۱۶ درگذشت.
به گفتۀ دانشنامۀ فلسطین او در سپتامبر ۱۹۱۵، یک ماه پس از اعدام اولین گروه همرزمانش (۲۱ اوت ۱۹۱۵) در زندان درگذشت و مخفیانه در مکانی نامشخص، به خاک سپرده شد.